# Uncaria cordata
Uncaria cordata är en måreväxtart som först beskrevs av João de Loureiro, och fick sitt nu gällande namn av Elmer Drew Merrill. Uncaria cordata ingår i släktet Uncaria och familjen måreväxter.

## Underarter
Arten delas in i följande underarter:
- U. c. insignis
- U. c. leiantha
- U. c. sundaica
- U. c. cordata
- U. c. ferruginea